# Microvalgus parcus
Microvalgus parcus är en skalbaggsart som beskrevs av Hermann Julius Kolbe 1904. Microvalgus parcus ingår i släktet Microvalgus och familjen Cetoniidae. Inga underarter finns listade i Catalogue of Life.